# 小行星8029
小行星8029（英語：8029 Miltthompson）是一颗围绕太阳公转的小行星。1991年9月15日，亨利·E·霍爾特在帕洛马山发现了此天体。
这颗小行星的绝对星等为20.23013386012976等。